# Königliche Gärtnerlehranstalt am Wildpark bei Potsdam

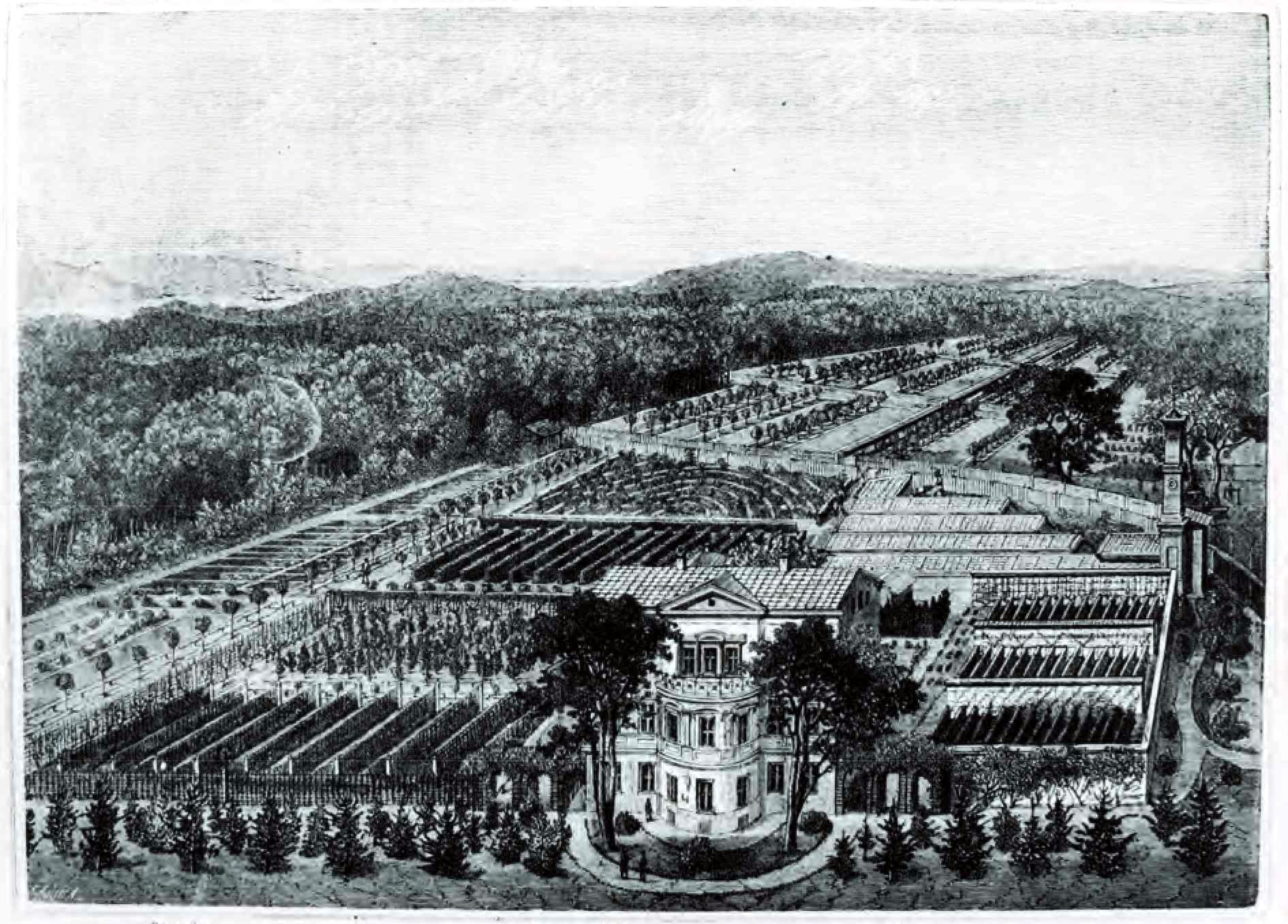
Königliche Gärtnerlehranstalt am Wildpark bei Potsdam (um 1880)

Die Königliche Gärtnerlehranstalt am Wildpark bei Potsdam (KGL) war eine von 1824 bis 1903 in Potsdam bestehende preußische Ausbildungsstätte für Gärtner und Gartenkünstler, die dann nach Dahlem verlegt wurde.

## Gründung
Der Gartenkünstler Peter Joseph Lenné, der im Jahr 1818 zum Mitglied der Königlichen Gartendirektion ernannt wurde, plante eine umfassende Umgestaltung der Potsdamer Garten- und Parklandschaft. Dafür benötigte er gut ausgebildete Gärtner und zudem leistungsfähige Baumschulen, die ihn mit Pflanzen beliefern konnten.
In einem Promemoria vom 28. Dezember 1821 an das Königliche Hofmarschallamt forderte er deshalb die Einrichtung einer Königlichen Gärtnerlehranstalt als Ausbildungsstätte für Gärtner sowie einer damit verbundenen Landesbaumschule. Er betonte dabei auch die Notwendigkeit, durch eine solche Einrichtung den Obstbau weiter fördern zu wollen. Der Vorschlag wurde von König Friedrich Wilhelm III. durch den zuständigen Minister am 6. November 1822 abgelehnt.
Auf Anregung des Ministers der geistlichen, Unterrichts- und Medizinal-Angelegenheiten Karl Freiherr vom Stein zum Altenstein wurde 1822 der Verein zur Beförderung des Gartenbaues in den königlich preußischen Staaten gegründet, zu dessen Gründungsmitgliedern Lenné gehörte. Den Vorsitz des Vereins übernahm Heinrich Friedrich Link, der Direktor des Königlichen Botanischen Gartens (heute Heinrich-von-Kleist-Park) in Schöneberg bei Berlin. Lenné legte bereits in der zweiten Vereinssitzung ein Konzept über die „Grundsätze zur Errichtung einer Landesbaumschule bei Potsdam“ vor und fand in dem Verein einen Befürworter seiner Idee, so dass dieser sich am 1. Dezember 1822 für die Gründung einer Gärtnerlehranstalt in der Nähe des Botanischen Gartens aussprach.
Hofmarschall Burchard Friedrich von Maltzahn, der Intendant der Königlichen Gärten, überzeugte den Minister des Inneren Freiherr Friedrich von Schuckmann von Lennés Vorschlägen, so dass sich zusammen mit Minister Karl vom Stein zum Altenstein zwei Ministerien für die Umsetzung des Vorhabens einsetzten. Daraufhin stimmte König Friedrich Wilhelm III. schließlich zu und beschloss per Kabinettsorder vom 20. August 1823 die Gründung einer Landesbaumschule und Gärtner-Lehranstalt zu Schöneberg und Potsdam.
Karl vom Stein zum Altenstein wurde Schirmherr der Gärtnerlehranstalt und regte fünf Jahre später auch die Gründung der Königlichen Staats- und landwirtschaftlichen Akademie Eldena an.
Die Gärtnerlehranstalt war als eine öffentliche Stiftung organisiert und wurde vor allem durch staatliche Zuschüsse und die Schulgelder der Absolventen finanziert. Die anfängliche Schulgeld betrug jährlich 50 Reichstaler, die die Schüler im Voraus zu bezahlen hatten. Für Unterkunft und Verpflegung mussten sie selbst aufkommen.

## Lage und Gebäude

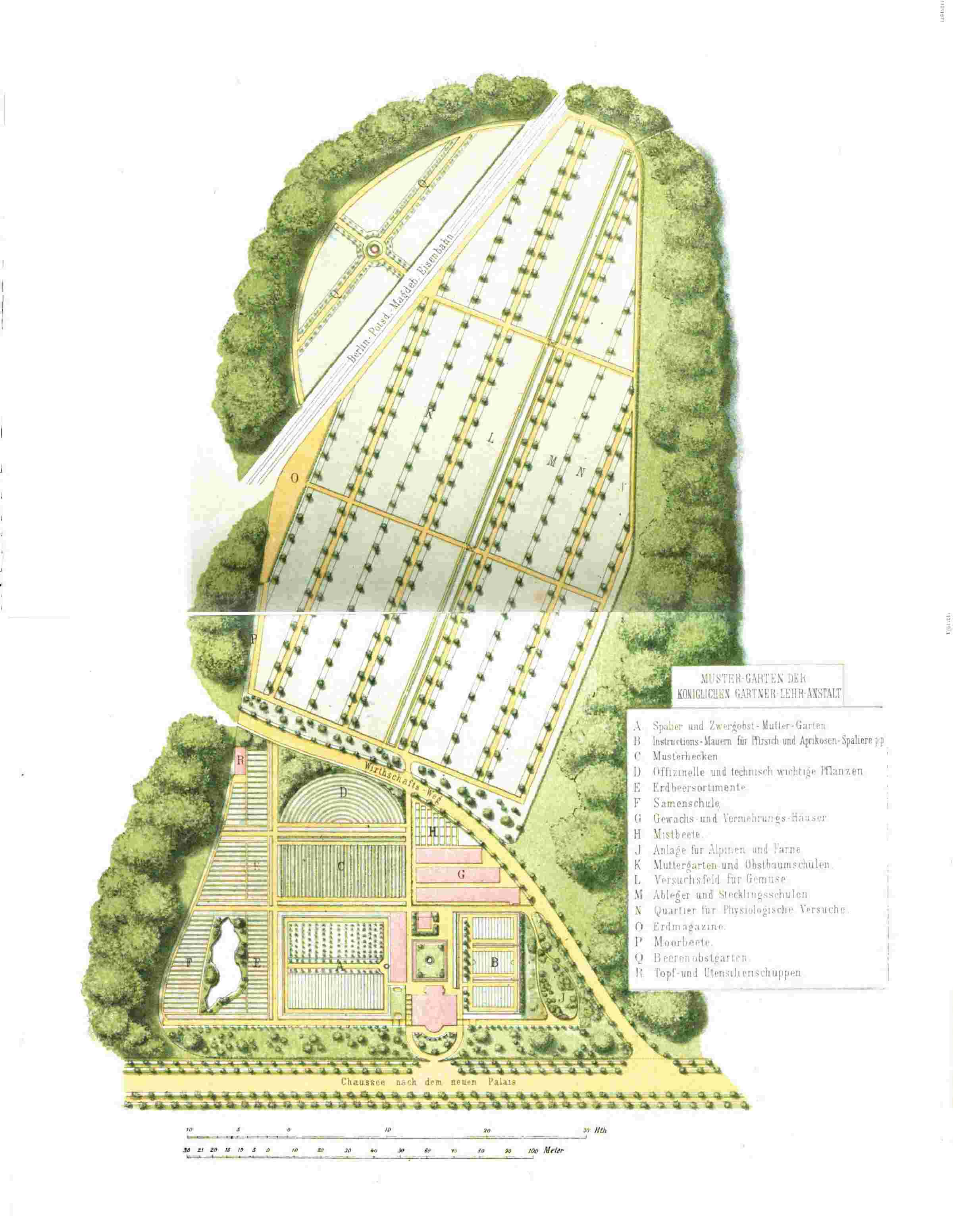
Entwurf des Muster- und Lehrgartens der Gärtnerlehranstalt von Ferdinand Jühlke (um 1870)

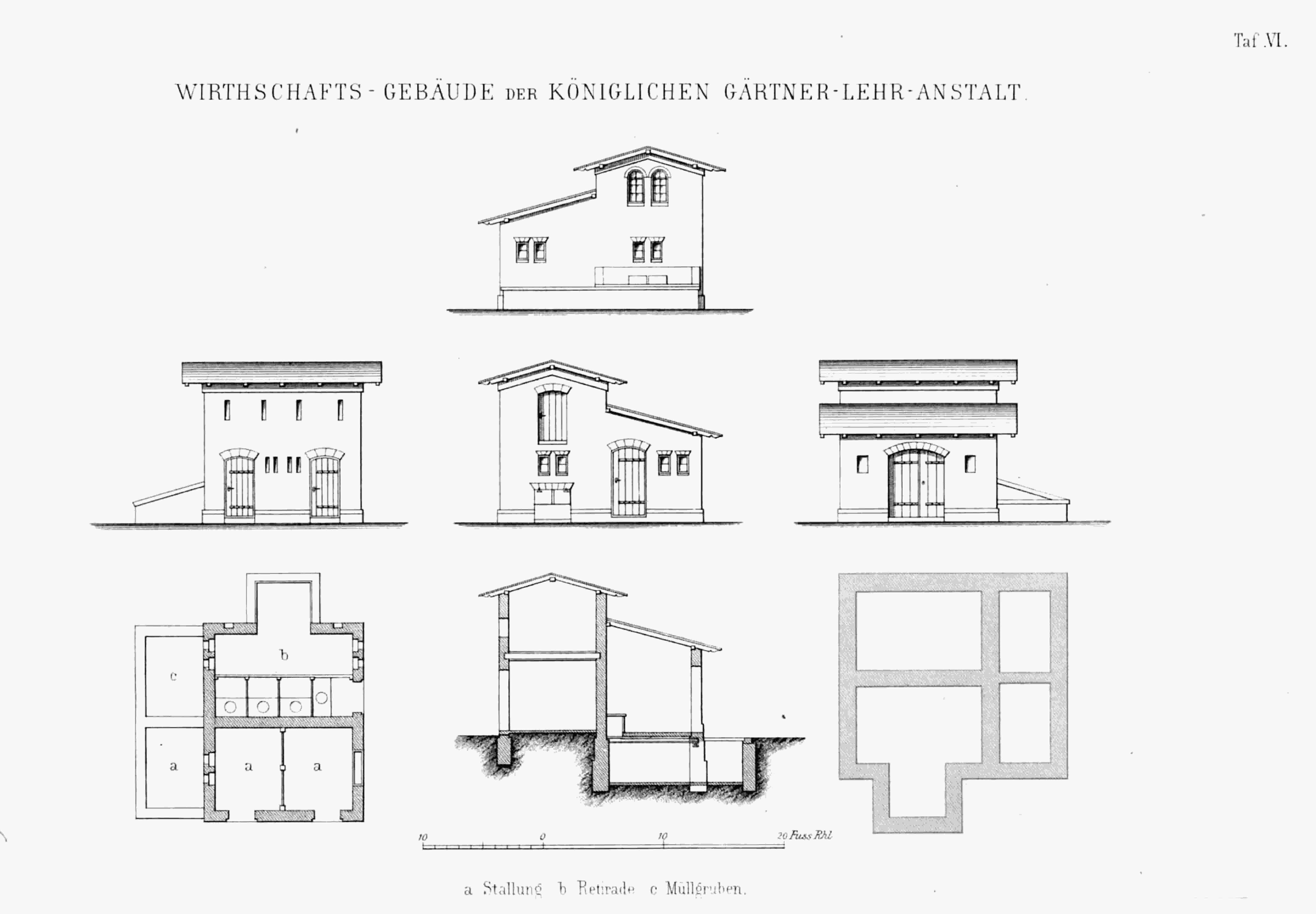
Entwürfe eines Wirtschaftsgebäudes der Gärtnerlehranstalt Potsdam

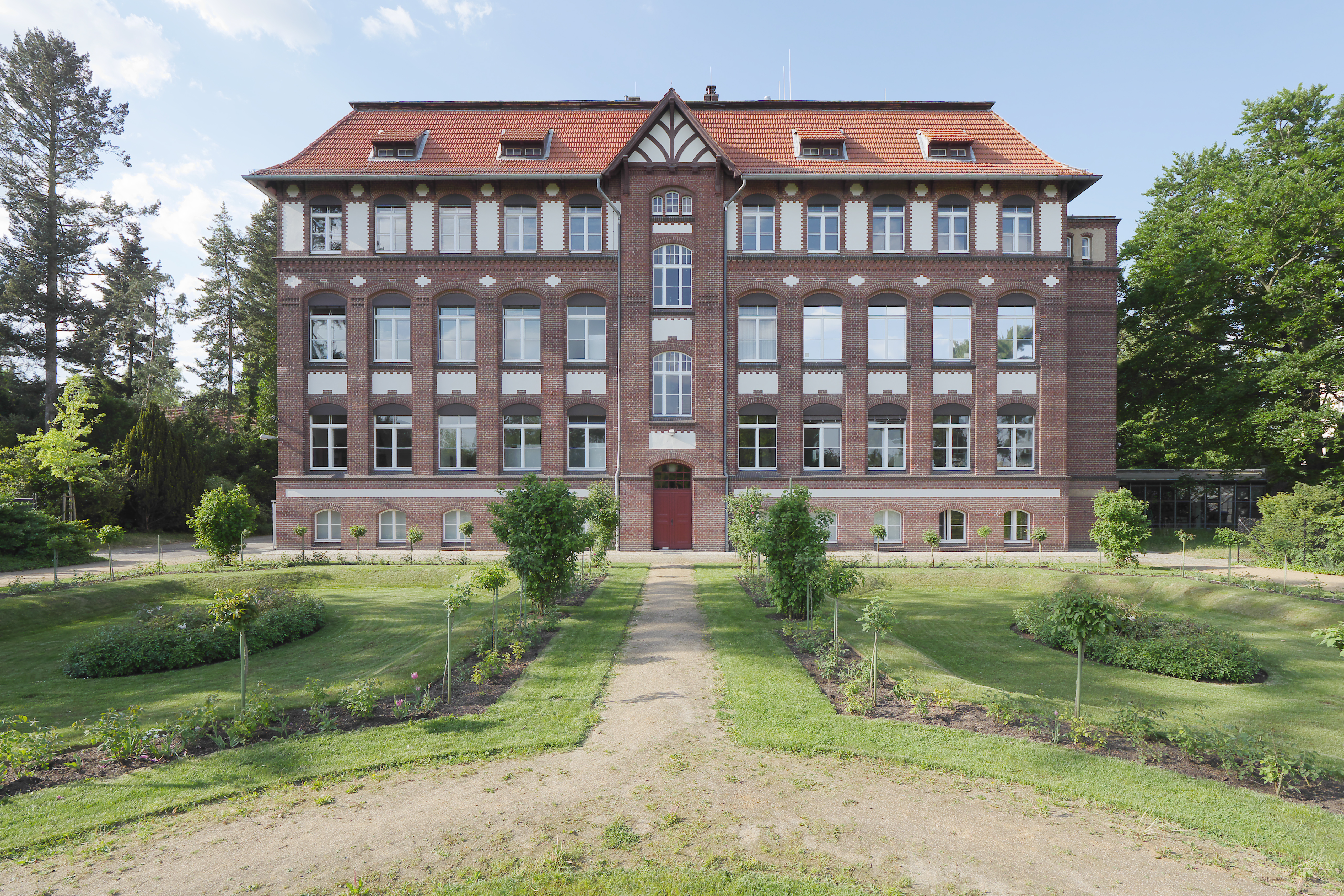
Institut für Lebensmitteltechnologie und Lebensmittelchemie der Technischen Universität Berlin in Dahlem – Ansicht des Altbaus von 1903 vom wiederhergestellten Rosengarten aus (2018)

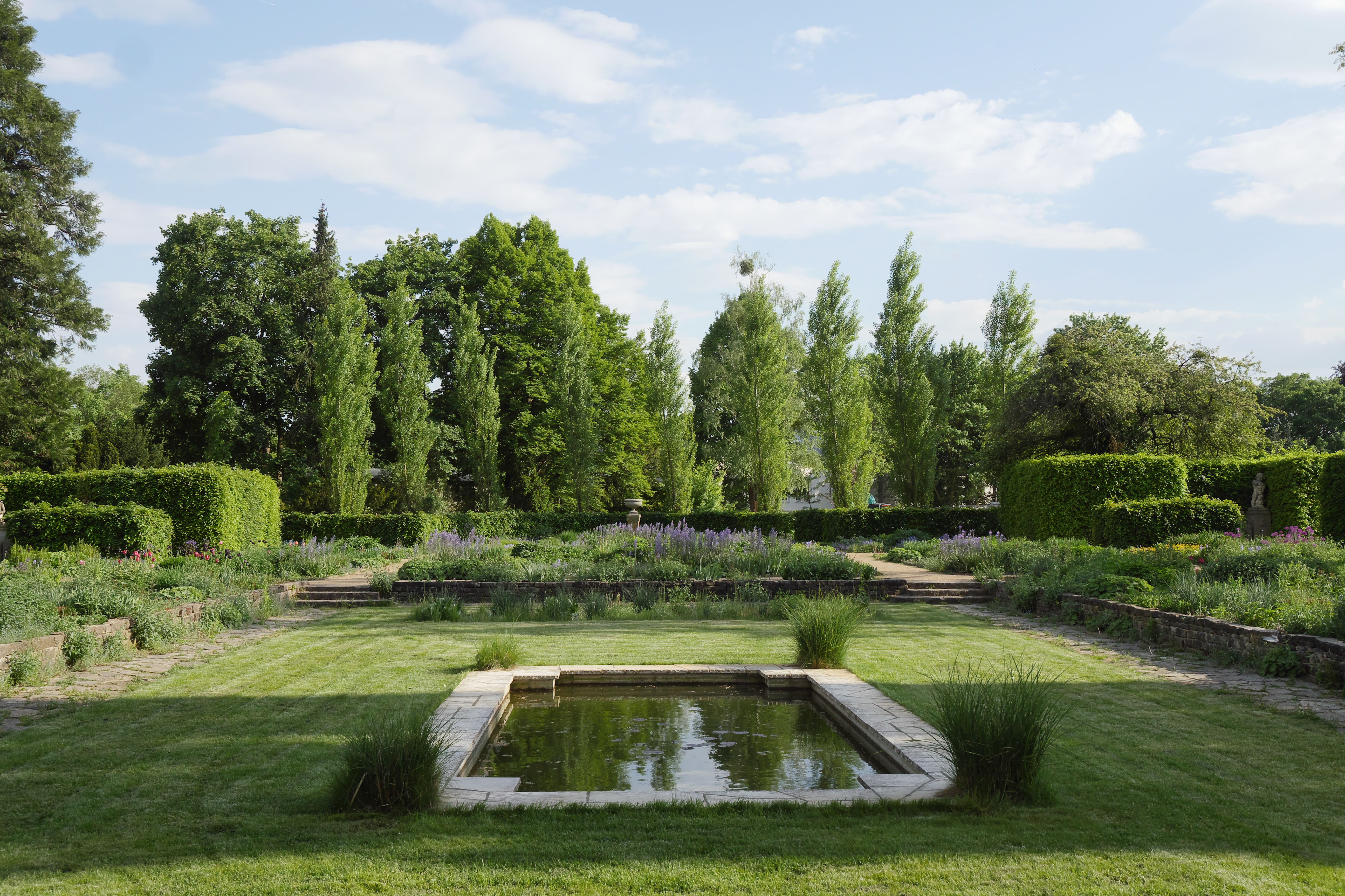
Wiederhergestellter Staudengarten des Instituts für Lebensmitteltechnologie und Lebensmittelchemie der Technischen Universität Berlin in Dahlem (2018)

Die Gärtnerlehranstalt wurde im Frühjahr 1824 eröffnet. Zunächst gab es kein zentrales Schulgebäude, sondern der Unterricht für die Gärtnerausbildung fand an verschiedenen Standorten statt. In Verbindung mit dem Botanischen Garten Schöneberg wurde ein Haus an der Kreuzung Hauptstraße/Großgörschenstraße als Schulgebäude und für ein Herbarium erworben, in dem der theoretische Unterricht abgehalten wurde. Die praktische Ausbildung erfolgte im Botanischen Garten in Schöneberg, in den königlichen Gärten in Potsdam sowie auf der Pfaueninsel und der Landesbaumschule.
Organisatorisch war die Gärtnerlehranstalt zunächst in die beiden Abteilungen Potsdam-Wildpark und Schöneberg gegliedert. Zum ersten Direktor der Schöneberger Abteilung wurde 1824 der Inspektor des benachbarten Botanischen Gartens, Christoph Friedrich Otto (1783–1856) ernannt, der dieses Amt bis 1843 innehatte. Die Potsdamer Abteilung wurde zusammen mit der Landesbaumschule Lenné als Direktor unterstellt, der das Amt bis zu seinem Tod im Jahr 1866 ausübte.
1842 wurde die Landesbaumschule nach Geltow verlegt, sodass die Gärtnerlehranstalt die frei werdenden Gebäude an der Straße Am Neuen Palais übernehmen konnte. Während die Potsdamer Abteilung regelmäßig finanzielle Überschüsse erwirtschaftete, blieb die Schöneberger Abteilung dauerhaft defizitär, was ihre Schließung im Jahr 1853 zur Folge hatte. Der Unterricht fand nur noch in Potsdam statt, weshalb 1854 eine Umbenennung in Königliche Gärtnerlehranstalt am Wildpark bei Potsdam erfolgte. Unter Ferdinand Jühlke wurden die Gebäude Am Neuen Palais für die Anstalt umgebaut.
Aufgrund von Platzmangel in den Gebäuden am Wildpark und der geplanten Verlegung des Berliner Botanischen Gartens wurde die Gärtnerlehranstalt im Jahr 1903 schließlich nach Dahlem verlegt. Die Lehranstalt erhielt ein ca. 34 Morgen großes Gelände an der Königin-Luise-Straße 22, auf dem ein neues Anstaltsgebäude errichtet wurde, wobei das Grundstück bis zur Takustraße im Westen und im Südosten an die Altensteinstraße reichte, an deren gegenüberliegender Seite der neue Botanische Garten Berlin seinen Standort bezog. Im Rahmen einer Einweihungsfeier übergab der Minister für Landwirtschaft, Domänen und Forsten, Victor von Podbielski, das Gelände mit dem Anstaltsgebäude an die Gärtnerlehranstalt, die jetzt unter dem Namen Königliche Gärtnerlehranstalt in Dahlem bei Steglitz-Berlin firmierte. Auch der neue Botanische Garten öffnete am 13. April 1903 erstmals die Pforten für eine Vorabbesichtigung, für reguläre Besuche aber erst 1904 nach Fertigstellung der Außenanlagen. Die Gemeinde Zehlendorf eröffnete beim gleichen Anlass 1903 eine gewerbliche Fortbildungsschule für Gärtner, auf die die heutige Peter-Lenné-Schule als Berufs- und Fachschule zurückgeht.
1909 endete die Verbindung mit dem Hof, indem Theodor Echtermeyer Direktor wurde. Zum 9. April 1910 wurde die Königliche Gärtnerlehranstalt in Höhere Gärtnerlehranstalt umbenannt. Während des Ersten Weltkriegs wurde die Gärtnerausbildung eingestellt und erst im Januar 1919 wieder aufgenommen.
Im Jahr 1924 wurde die Gärtner-Lehranstalt zu ihrem 100-jährigen Jubiläum in „Lehr- und Forschungsanstalt für Gartenbau in Berlin-Dahlem (LuFA)“ umbenannt. Die Stadt Berlin und das Land Preußen stellten der Anstalt Versuchsflächen in Großbeeren und Falkenhagen zur Verfügung. Nach Gründung der deutschen Nachkriegsstaaten wurden die Anlagen in Großbeeren von der der LuFA-Zentrale im US-Sektor Berlins getrennt und selbständig (heute Leibniz-Institut für Gemüse- und Zierpflanzenbau).
Im Jahr 1928 wurde die Lehr- und Forschungsanstalt schließlich verstaatlicht. Ab 1929 bot die Fakultät für Gartenbau an der Landwirtschaftlichen Hochschule Berlin einen Studiengang zum Diplom-Gärtner an, weshalb die ursprünglich angestrebte Umwandlung der Lehranstalt in eine Hochschule unterblieb. 1935 wurde sie in Versuchs- und Forschungsanstalt für Gartenbau in Berlin-Dahlem (VuFA). 1940 in Versuchs- und Forschungsanstalt für Gartenbau und Höhere Gartenbauschule in Berlin-Dahlem (VuFA) umbenannt.
Nach dem Zweiten Weltkrieg erfolgte 1946 die Umbenennung in Lehr- und Forschungsanstalt für Gartenbau Berlin-Dahlem (LuFA) und 1960 in Staatliche Lehr- und Forschungsanstalt für Gartenbau – Ingenieurschule für Gartenbau Berlin-Dahlem (LuFA). Aus der Gärtnerlehranstalt Berlin-Dahlem ging 1966 als eine von vier Berliner staatlichen Ingenieurakademien die Staatliche Ingenieurakademie für Gartenbau (SIAG) hervor, die schließlich 1971 in der Technischen Fachhochschule, heute Berliner Hochschule für Technik (BHT) aufging.
Das ehemalige Schulgebäude der Gärtnerlehranstalt Am Neuen Palais steht heute zusammen mit den Wirtschaftsgebäuden und den Resten des dazugehörigen Lehrgartens mit dem Instruktionsmauern für den Obstbau unter Denkmalschutz.
Auf dem Gelände der ehemaligen Gärtnerlehranstalt in Berlin-Dahlem wurden 2014 nach Abriss eines Institutsgebäudes aus den 1960er Jahren der Rosengarten und der Staudengarten wiederhergestellt. Die Gewächshäuser der Anstalt an der Altensteinstraße sind in Privatbesitz übergegangen und werden seit 2008 von den Gartenarchitektinnen Isabelle van Groeningen und Gabriella Pape als exklusives Gartencenter genutzt. Im Jahr 2006 zog die Technische Fachhochschule vollständig in den Berliner Bezirk Wedding, so dass seitdem das Gelände, drei Gebäude aus Gründungszeiten 1903 sowie ein neueres Institutsgebäude aus den 2000er Jahren durch die Technische Universität Berlin vom Institut für Lebensmitteltechnologie genutzt werden. In der ehemaligen Rektorenvilla befindet sich zudem das Fachgebiet für Vegetationstechnik und Pflanzenverwendung vom Institut für Landschaftsarchitektur und Umweltplanung (ILaUP) der TU Berlin. Das gesamte Areal beherbergt viele Bäume aus aller Welt und steht unter Denkmalschutz.

## Lehrplan und Studienabschlüsse
Das erste Statut der Anstalt von 1823 sah vier Lehrstufen in drei Abteilungen vor. Der Ausbildungsgang umfasste bis zu vier Jahre; nach einer zweijährigen Ausbildung erhielten die Schüler einen Abschluss als Gärtner, im dritten Jahr erfolgte die Ausbildung als Kunstgärtner, und nach vier Jahren waren die Absolventen zum Gartenkünstler ausgebildet. Das erste Jahr absolvierten die Schüler in Schöneberg und wechselten für das zweite Ausbildungsjahr nach Potsdam, wo für den praktischen Teil der Ausbildung die königlichen Gärten in Potsdam und auf der Pfaueninsel genutzt wurden. Die Auszubildenden wurden jeweils einem bestimmten Hofgärtner zugeteilt, in dessen Revier sie mitarbeiteten und bei dem sie auch wohnten.
Zum 1. Dezember 1909 wurde die bisherige Obergärtner-Prüfungsordnung durch eine Prüfung zum staatlich diplomierten Gartenmeister abgelöst.
Die Studienzeit betrug vier Semester, wobei die Meisterschüler zuvor eine zweijährige praktische Gartenbaulehre und eine mindestens zweijährige Gehilfenzeit absolviert haben mussten, um an der Gärtnerlehranstalt angenommen zu werden. Der erfolgreiche Schulabschluss an der Lehranstalt berechtigte in Verbindung mit einem Einjährig-Freiwilligen-Zeugnis zum Studium an allen Berliner Hochschulen.
Nach der Wiederaufnahme des Unterrichts nach der Unterbrechung durch den Ersten Weltkrieg bildete die Lehranstalt die Absolventen ab 1919 zum Staatlich geprüften Gartenbautechniker (1. Staatsprüfung) aus; ab 1920 wurde der Titel Staatlich geprüfter Gartenbauinspektor (2. Staatsprüfung) vergeben.
Obwohl die Lehranstalt nicht den Status einer Hochschule erlangte, konnten hier absolvierte Studienjahre für ein weiterführendes Studium anerkannt werden.

## Leiter der Gärtnerlehranstalt
Direktoren in Schöneberg:

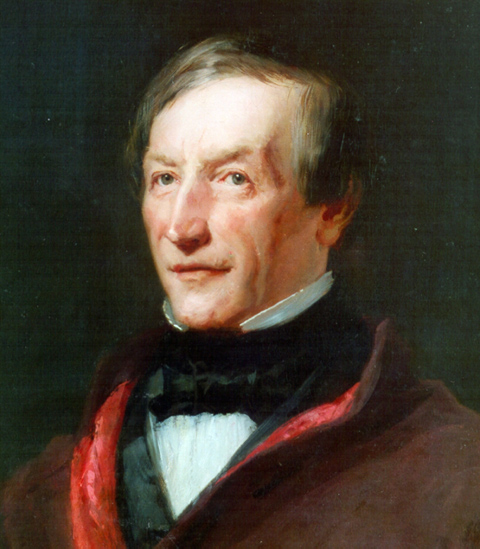
Peter Joseph Lenné, Leiter der Gärtnerlehranstalt von 1824 bis 1866

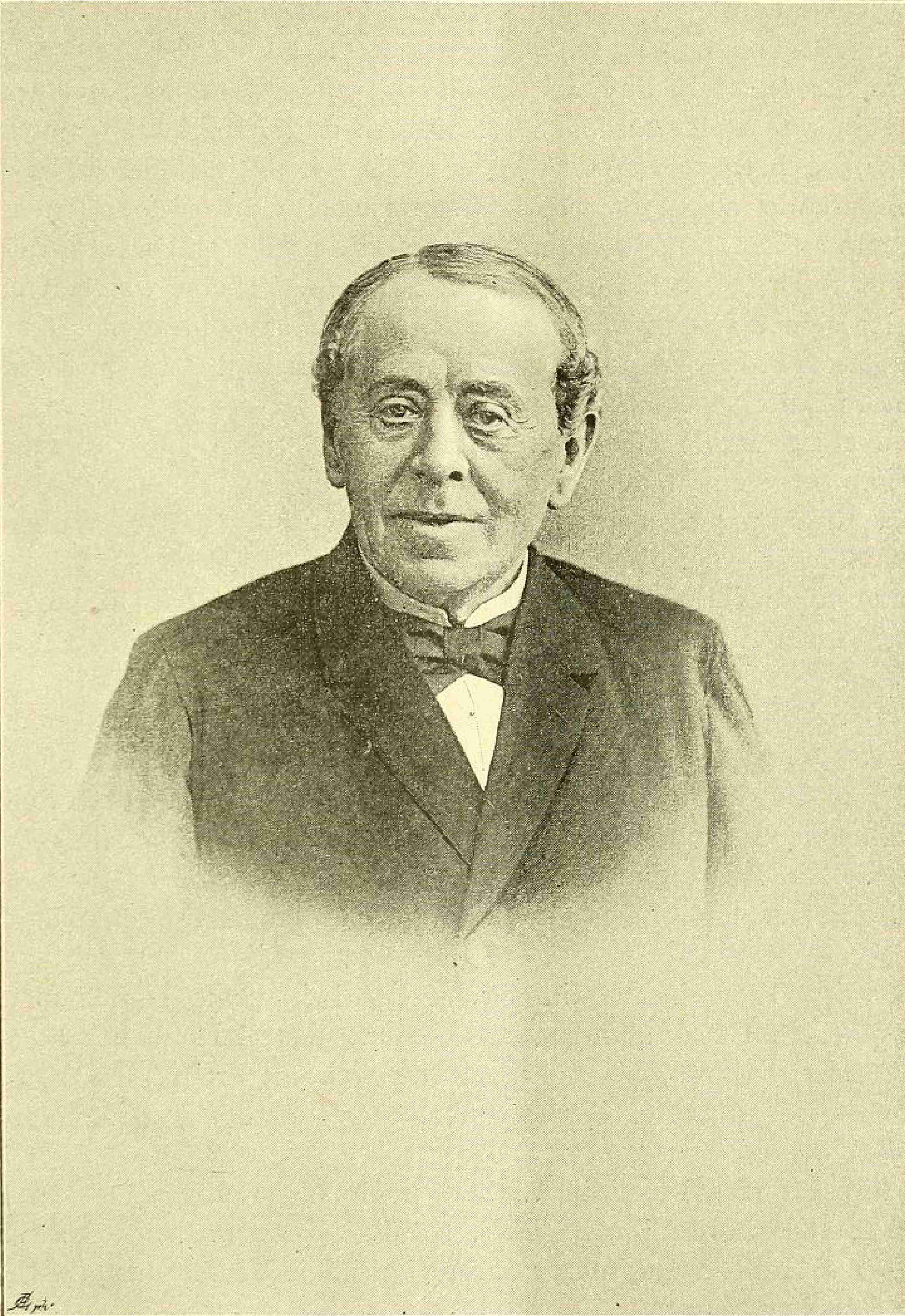
Ferdinand Jühlke, Leiter der Gärtnerlehranstalt von 1866 bis 1891

- 1824 bis 1843 Christoph Friedrich Otto (1783–1856)
- 1843 bis 1850 Carl Sigismund Kunth

Inspektoren in Schöneberg:
- 1828 bis 1853 Peter Karl Bouché

Direktoren in Potsdam:
- 1823 bis 1866 Peter Joseph Lenné
- 1866 bis 1891 Ferdinand Jühlke
- 1891 bis 1896 Franz Vetter (1824–1896)
- 1896 bis 1898 Hermann Walter (1837–1898)
- 1898 bis 1909 Gustav Adolph Fintelmann

Inspektoren in Potsdam:
- 1867 bis 1870 Oskar Teichert, Inspektor an der Königlichen Landesbaumschule
- 1870 bis 1883 Wilhelm Lauche, Inspektor an der Königlichen Landesbaumschule
- 1883 bis 1894 Karl Koopmann (1851–?), Königlicher Gartenbauinspektor
- 1894 bis 1903 Theodor Echtermeyer, Königlicher Gartenbaudirektor

## Bekannte Lehrer und Absolventen

### Lehrer
Im Laufe ihrer Geschichte haben insgesamt etwa 50 Lehrer an der Gärtnerlehranstalt unterrichtet. Bekannte Lehrer waren:
- Albert Gottfried Dietrich (* 8. November 1795 in Danzig; † 22. Mai 1856 in Berlin) war Kustos am Botanischen Garten Berlin und Lehrer an der Gärtner-Lehranstalt Schöneberg
- Carl Alfred Müller (* 20. November 1855 in Rudolstadt; † 13. Juni 1907 in Berlin) war ein deutscher Botaniker und lehrte an der königlichen Gärtnerlehranstalt am Wildpark bei Potsdam und Berlin-Dahlem
- Otto Stahn (* 10. Juli 1859 in Berlin; † 31. Januar 1930 ebenda) war ein deutscher Architekt und lehrte an der königlichen Gärtnerlehranstalt Berlin-Dahlem
- Friedrich August Ernst Encke, genannt Fritz Encke (* 5. April 1861 in Oberstedten; † 12. März 1931 in Herborn) war ein deutscher Gartenarchitekt, königlicher Gartenbaudirektor und städtischer Gartendirektor, 1890 bis 1903 unterrichtete er als Lehrer für Gartenkunst an der Gärtnerlehranstalt Wildpark

### Absolventen
Insgesamt wurden an der Königlichen Gärtnerlehranstalt mehr als 1000 Schüler ausgebildet. Zahlreiche Absolventen erarbeiteten sich später einen besonders herausragenden Ruf auf dem gartenbaulichen Fachgebiet:
- Max Bertram (* 1. Juli 1849 in Potsdam; † 9. Juni 1914 in Dresden) – königlich-sächsischer Gartenbaudirektor und Gartenbaupädagoge
- Friedrich Bouché (* 6. Juli 1850 in Schöneberg; † 11. März 1933 in Dresden) – Gartenarchitekt und königlich-sächsischer Obergartendirektor
- Walter von Engelhardt – erster Gartenamtsdirektor von Düsseldorf
- Karl Foerster – Staudenzüchter (brach die Ausbildung nach einem Jahr ab)
- Heinrich Grube (* 24. Mai 1840 in Düsseldorf; † 28. Dezember 1907 in Aachen) – Gartendirektor in Mexiko, Sigmaringen und Aachen
- Heinrich Jungclaussen  (* 8. Oktober 1857 in Cismar; † 28. Dezember 1946) – Baumschulbesitzer und Gartenbauunternehmer in Frankfurt (Oder)
- Oscar Hering (* 1814 in Prenzlau, Mark Brandenburg; † 27. März 1884 in Düsseldorf) –  deutscher Landschafts- und Gartenarchitekt, Hofgärtner auf Schloss Pawlowsk und Schloss Benrath sowie Gartendirektor der Stadt Düsseldorf
- Carl Kempkes (* 21. Juli 1881 in Rees am Niederrhein; † 25. Januar 1964 in Weißenburg in Bayern) – ein deutscher Gartenarchitekt
- Adolf Kowallek (* 27. Dezember 1852 in Wongrowitz/Posen; † 16. Mai 1902 in Köln) – Obergärtner der Stadtgärtnerei Nürnberg, Gartenarchitekt
- Georg Kuphaldt (* 6. Juni 1853 in Plön; † 14. April 1938 in Berlin) – deutscher Gartenarchitekt, gilt als der bedeutendste Gartenarchitekt des Russischen Reiches vor dem Ersten Weltkrieg
- Metaphius Theodor August Langenbuch (* 4. September 1842 in Eutin; † 2. Mai 1907 in Lübeck) – Gartenarchitekt und Stadtgärtner in Lübeck
- Reinhold Lingner (* 27. Juni 1902 in Berlin; † 1. Januar 1968 ebenda) – führender Landschafts- und Gartenarchitekt der DDR.
- Harry Maasz (* 5. Januar 1880 in Cloppenburg; † 24. August 1946 in Lübeck) – Gartenarchitekt und Gartenbauschriftsteller in Lübeck
- Johann Heinrich Gustav Meyer (* 14. Januar 1816 in Frauendorf, Landkreis Randow; † 27. Mai 1877 in Berlin) – Landschaftsgestalter und Städtischer Gartendirektor zu Berlin
- Wolfgang Oehme (* 18. Mai 1930 in Chemnitz; † 15. Dezember 2011 in Towson, USA) – deutscher Gartenarchitekt
- Philipp Siesmayer (* 24. Oktober 1862 in Frankfurt-Bockenheim; † 2. Mai 1935 in Frankfurt) – Königlich Preußischer Gartenbaudirektor[8]
- Julius Trip – Stadtgärtner in Hannover
- Heinrich Zeininger (* 11. März 1867 in Homburg vor der Höhe; † 15. Mai 1939 in Berlin) – letzter Königlicher Hofgartendirektor in Preußen

## Literatur

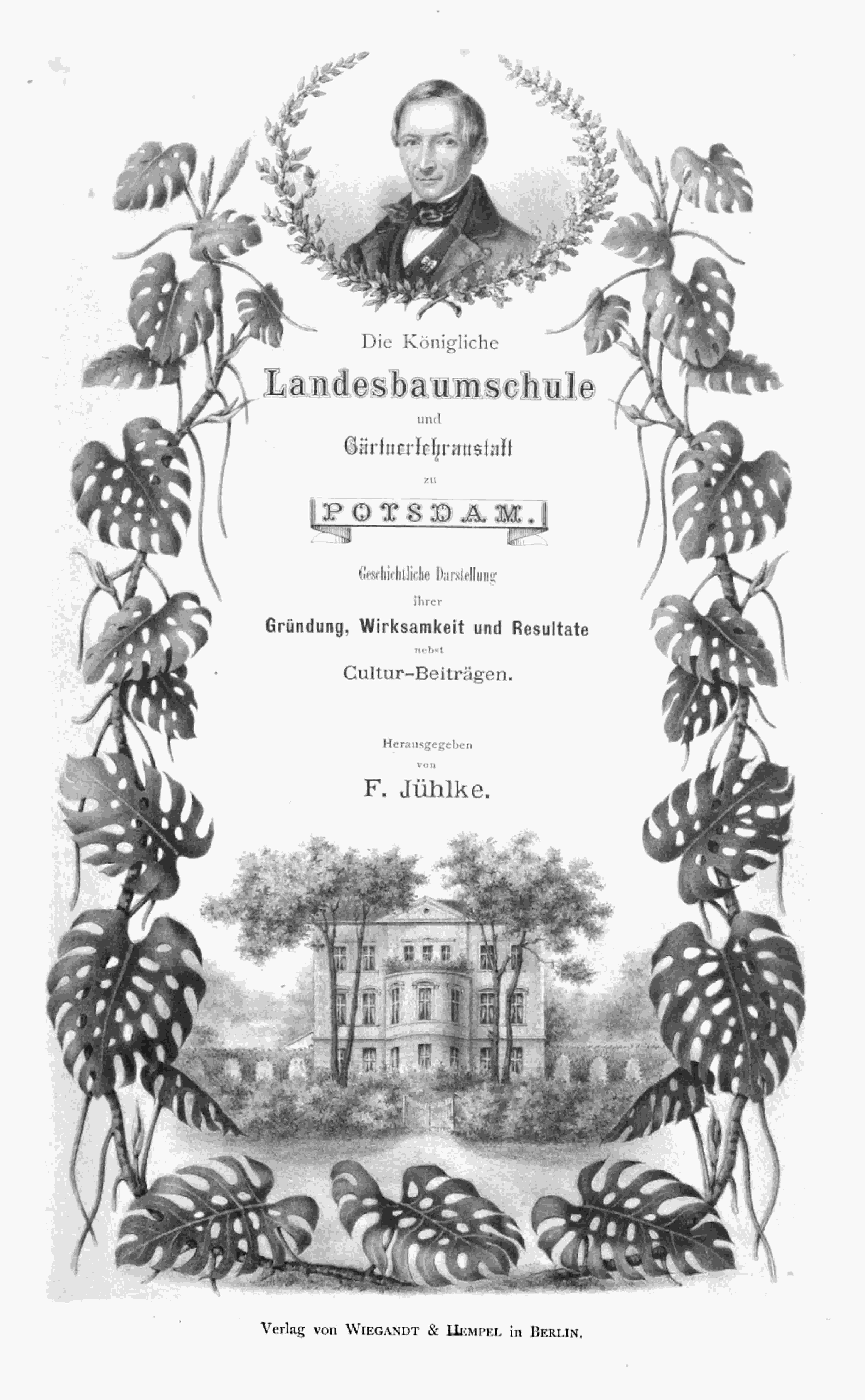
Titelseite der Schrift von Jühlke 1872